# Madeira (řeka)
Madeira (španělsky Río Madeira, portugalsky Rio Madeira) je řeka v Brazílii a Bolívii. Je to významná jihoamerická řeka, která patří mezi tři nejdelší a nejvodnější přítoky Amazonky. Délka toku 3 239 km ji řadí na 19. místo mezi nejdelšími řekami světa. Povodí má rozlohu 850 000 km².

## Průběh toku
Pramenným tokem je řeka Mamoré dlouhá 1 930 km stékající z východních svahů bolivijských And. Soutokem s řekou Beni, která pramení v Bolívii, vzniká Madeira, jejíž tok pokračuje dále severovýchodním směrem kolem Brazilské vysočiny přes státy Rondônia a Amazonas. Na řece je mnoho peřejí a vodopádů. Pod městem Pôrto Velho vtéká do Amazonské nížiny. Asi 250 km východně od Manausu se vlévá do Amazonky jako její největší pravý přítok. Na dolním toku se odděluje rameno, které ústí do Amazonky samostatně a vytváří ostrov Tupinambaranas o rozloze přibližně 14 500 km².

## Vodní režim
Zdrojem vody jsou převážně dešťové srážky. Nejvyšší úrovně dosahuje řeka v létě v období dešťů, které trvá od října do května. Patří tak mezi nejvodnatější řeky světa. Průměrný roční průtok vody na dolním toku činí 17 000 m³/s. Minimální průtok je 4 200 m³/s a maximální dosahuje 39 000 m³/s. Kolísání úrovně hladiny dosahuje 12 m i více.

## Využití
Vodní doprava je možná od města Pôrto Velho v délce 1 060 km. Na řece leží města Pôrto Velho, Umaita, Manicoré.